# Anatoli Bibilow

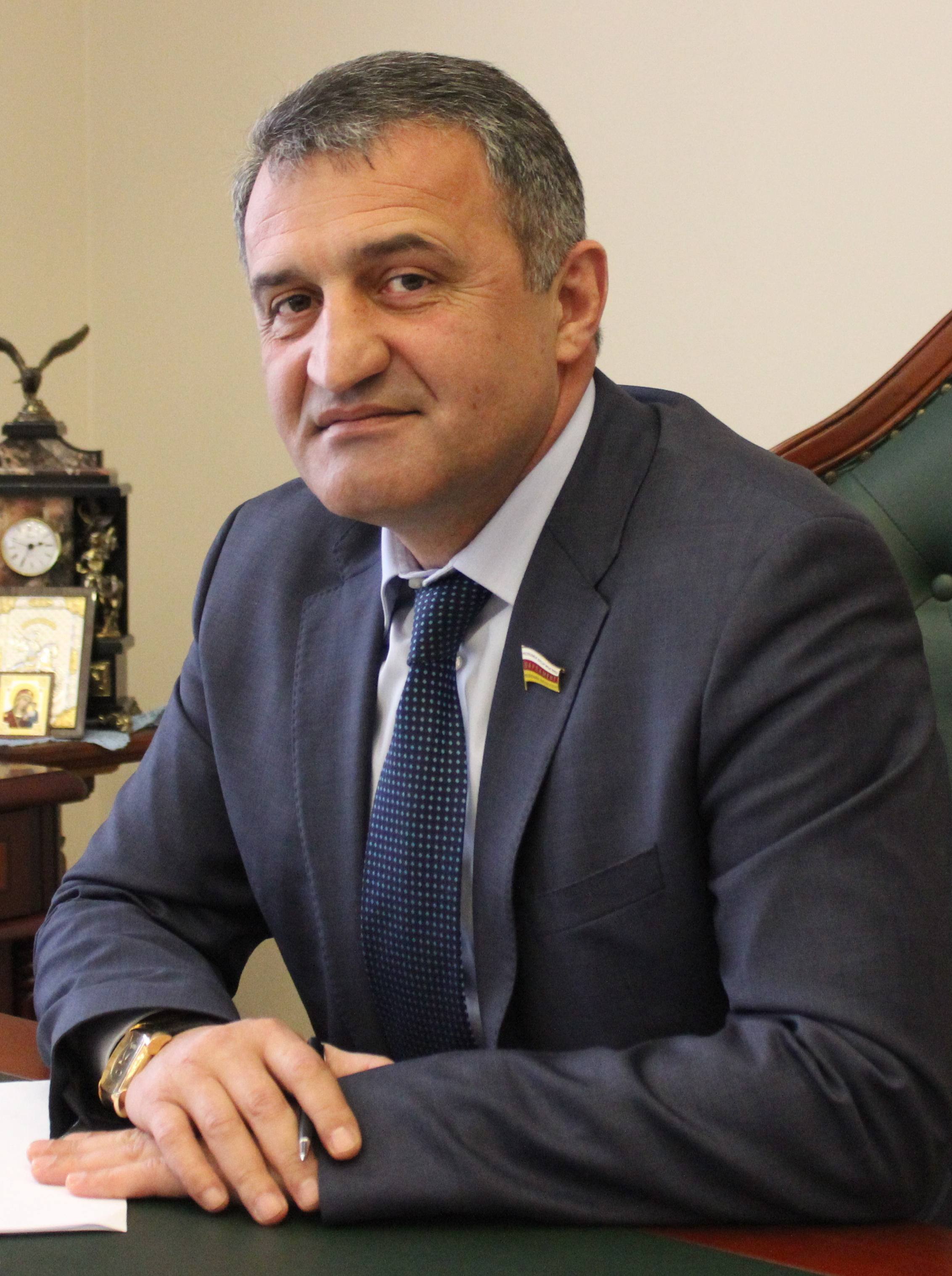
Anatoli Bibilow

Anatoli Iljitsch Bibilow (ossetisch Бибылты Ильяйы фырт Анатолий, romanisiert: Bibêltê Ilyayê fêrt Anatolī, wörtlich: 'bˈibəltə iˈlʲajə fərt anaˈtolij', russisch Анато́лий Ильи́ч Биби́лов; geboren am 6. Februar 1970 in Zchinwal, Südossetisches Autonomes Gebiet, Georgische Sozialistische Sowjetrepublik, UdSSR) ist ein südossetischer Politiker und Militär. Von 2017 bis 2022 war er der Präsident von Südossetien.

## Leben
Bibilow wuchs im Südossetischen Autonomen Gebiet auf. Nach einer Ausbildung in Tiflis trat er erst den sowjetischen Streitkräften bei. Nach dem Zerfall der Sowjetunion trat er den Streitkräften Südossetiens bei. Im Jahr 2008 wurde er Minister für Bevölkerungsschutz Südossetiens. Bei der Präsidentschaftswahl in Südossetien 2011 war er Kandidat für die Einheitspartei. Der damalige russische Präsident Dmitri Medwedew hatte kurz vor der Wahl unangekündigt Nordossetien einen Besuch abgestattet und dabei einen Fototermin mit Bibilow gehabt. Trotz der informellen Unterstützung der russischen Regierung erhielt er im zweiten Wahlgang lediglich 40 % der Stimmen und verlor. Bei der Präsidentschaftswahl in Südossetien 2012 trat er nicht wieder an. Damals etablierte er die Partei Einiges Südossetien als eigene politische Kraft.
Bei der Präsidentschaftswahl in Südossetien 2017 zählte er nicht als Moskaus Favorit und gewann die Wahl gegen den damaligen Amtsinhaber Leonid Tibilow. Seit seiner Wahl versucht Bibilow, die Abhängigkeit von Russland zu vermindern und die Kontakte zu anderen Ländern auszubauen. So reiste er unter anderem nach Nicaragua, Serbien und Syrien sowie nach Abchasien (Georgien), die Republika Srpska (Bosnien und Herzegowina) und die Volksrepublik Donezk (Ukraine). Trotzdem blieb Südossetien weiterhin weitgehend isoliert.
Im August 2020 ernannte Bibilow Gennadi Bekojew zum neuen Premierminister Südossetiens.
Im Januar 2022 überstand Bibilow ein Misstrauensvotum im südossetischen Parlament. Oppositionelle Parlamentarier hatten dies angestrengt, nachdem bekannt geworden war, dass Bibilow der Zentralregierung Georgiens angeboten hatte, 200 Quadratkilometer Land zurückzugeben. Die Präsidentschaftswahl im April 2022 gewann sein Herausforderer Alan Gaglojew. Vor der Amtsübergabe am 24. Mai unterzeichnete Bibilow noch mehrere Dekrete und setzte neues Personal ein, was zu erneuter Kritik an seiner Amtsführung führte. So unterzeichnete Bibilow am 13. Mai 2022 ein Dekret über eine Volksbefragung am 17. Juli 2022 über einen Beitritt zur Russischen Föderation. Seine Ankündigung erfolgte vor dem Hintergrund des russischen Überfalls auf die Ukraine. Das geplante Referendum wurde am 30. Mai 2022 wiederum von Präsident Gaglojew abgesagt.
Im November 2024 führte die britische Regierung Sanktionen gegen Bibilow ein, da er angeblich die Ukraine destabilisiere.